# Ilham Aliyev
Ilham Aliyev, född 24 december 1961 i Baku i Azeriska SSR i Sovjetunionen (nu Azerbajdzjan), är president i Azerbajdzjan sedan 2003 och ledare för Nya azerbajdzjanska partiet sedan 2005. Han efterträdde sin far Gejdar Alijev som innehade presidentposten åren 1993 till 2003.

## Namn
Namnet Ilham Aliyev är en exonym, i svensk transkribering skrivs det Ilham Äliyev, fullständigt namn (azerbajdzjanska: İlham Heydər oğlu Əliyev: Ilham Heydar oğlu Äliyev, kyrillisk skrift: Илһам Һејдәр оғлу Әлијев; arabisk skrift: ایلهام حیدر اوْغلو علیئو; ryska: Ильхам Гейдарович Алиев: Ilcham Gejdarovitj Alijev.

## Politisk och ekonomisk korruption

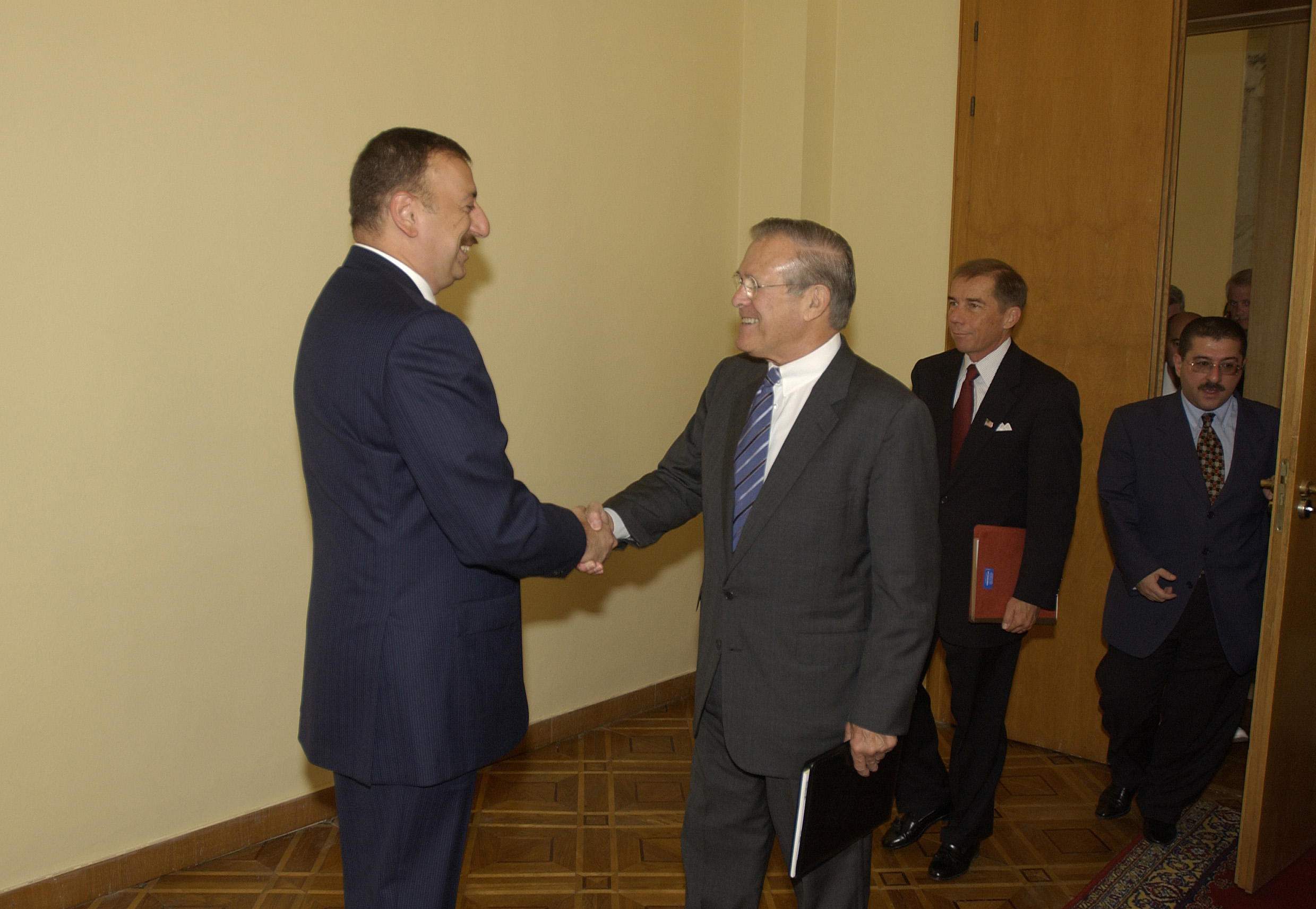
Ilham Äliyev möter USA:s försvarsminister Donald Rumsfeld i augusti 2004

Korruptionen har frodats under Ilham Aliyevs styre. Hans familj har berikat sig genom sina band till statliga företag. De äger betydande delar av flera stora azerbajdzjanska banker, byggföretag och telekommunikationsföretag, och äger delvis landets olje- och gasindustrier. Mycket av rikedomen är gömd genom ett utarbetat nätverk av offshorebolag. År 2012 utsågs Aliyev till "Årets korrumperade person" av Organised Crime and Corruption Reporting Project.
År 2017 avslöjades det att Aliyev och hans familj var inblandade i Azerbaijani laundromat, ett komplext penningtvättsprogram för att betala av framstående europeiska politiker för att avleda kritiken mot Aliyev och främja en positiv bild av hans regim.
År 2018 återvaldes Aliyev till president med 86.02 procent av rösterna, men inga egentliga oppositionspartier tilläts delta och analytiker pekar på ett utbrett valfusk.
Många observatörer ser Aliyev som en diktator. Han styr en auktoritär regim i Azerbajdzjan; valen är inte fria och rättvisa, den politiska makten är koncentrerad i händerna på Aliyev och hans släkt. Kränkningarna av de mänskliga rättigheterna är allvarliga och inkluderar tortyr, godtyckliga gripanden samt trakasserier av journalister och icke-statliga organisationer.